# Pedicularis tsoongii
Pedicularis tsoongii är en snyltrotsväxtart som beskrevs av Yamazaki. Pedicularis tsoongii ingår i släktet spiror, och familjen snyltrotsväxter. Inga underarter finns listade i Catalogue of Life.